# Pasha D. Lychnikoff
Pavel Lychnikoff, dit Pasha D. Lychnikoff (né le 16 février 1967 à Moscou)  est un acteur américain originaire de Russie.

## Biographie
Pasha Lychnikoff a étudié à l'école d'arts dramatiques de Moscou. Il a émigré aux États-Unis en 1994 et est aujourd'hui résident de la ville de Los Angeles en Californie.

## Filmographie

### Télévision

#### Séries télévisées
- Shameless : Yvan, Svetlana’s father
- NCIS : Los Angeles (1 épisode): Michael Žirov
- New Girl (1 épisode) Acheteur 1
- Eagleheart (en) (1 épisode) Holst
- The Big Bang Theory (5 épisodes)saison 5 et 6 : Dimitri
- Elementary (2017): Ruslan Krasnov
- Bent (6 épisodes): Vlad
- Chaos (1 épisode): Alexei Dratchev
- The Cape (1 épisode): Le commandant russe
- Undercovers (2 épisodes): Warner Kaminsky
- The Defenders (1 épisode):M. Nicolec
- New York, unité spéciale (saison 11, épisode 22) : Anton Petrov
- Lie to Me (1 épisode): Jones
- Leverage (1 épisode): Chef Goon
- Mon meilleur ennemi (1 épisode): Nikolai Yelnikov
- Chuck (1 épisode): Victor Fedorov
- Les Experts : Manhattan (1 épisode) : Yuri Sokov
- The Shield (1 épisode): Mikula Popovich
- Deadwood (14 épisodes):Blazanov
- Shérifs à Los Angeles (1 épisode): Raymond défroque
- Agence Matrix (1 épisode) : Konstantin Noskeno
- Spy Girls (1 épisode): directeur de bar
- Les Experts : Miami (1 épisode): Victor Ratsch
- Alias (1 épisode): Zoran Sokolov
- FBI : Portés disparus (2 épisodes):Acteur
- Espions d'État (1 épisode): chef de la pègre russe
- Big Apple (6 épisodes) :Mitia
- Nash Bridges (1 épisode) :Vladamir Yodka
- Brooklyn South (1 épisode):Dimitri Gort
- C:16 (1 épisode) : Cyril
- Michael Hayes (1 épisode): Dubov
- Dark Skies : L'Impossible Vérité (1 épisode) :Josef
- New York Police Blues (2 épisodes) :Dimitri
- Beyond Belief: Fact or Fiction (en) (2 épisodes) : Acteur
- Gang Related : Slotko Yegenev

#### Téléfilms
- Bad cop, Bad cop (téléfilm, 1998)
- Le Flannerys (téléfilm, 2003)
- The Odds (téléfilm, 2010)
- The Advocates (téléfilm, 2013)

### Cinéma
- 1997 : Air Force One : gardien de prison #1
- 1997 : Le Damné : Andrei
- 1998 : Skip chasers
- 2000 : Bob, Verushka et la poursuite du bonheur : Illya
- 2005 : Braqueurs amateurs : Andrei
- 2006 : Miami Vice : Deux flics à Miami : Agent russe du FBI
- 2007 : Trade les trafiquants de l'ombre : Ivadim Youchenko
- 2007 : Un millier d'années de bonnes prières : Boris
- 2007 : La Guerre selon Charlie Wilson : Pilote d'hélicoptère russe
- 2008 : Réservations : Tomas
- 2008 : Cloverfield : Homme russe marchant sur la rue
- 2008 : Indiana Jones et le royaume du crâne de cristal : Soldat russe
- 2009 : The Perfect Sleep : Vassily
- 2009 : Star Trek : Commandant romulien
- 2010 : Grâce Bedell (court métrage) : David Mann
- 2011 : Vallée du soleil : KK
- 2011 : Bucky Larson : Super star du X : Dimitri/distributeur
- 2012 : Chroniques de Tchernobyl : Docteur
- 2013 : Die Hard : Belle journée pour mourir : Chauffeur de taxi
- 2014 : Tokarev : Chernov
- 2014 : Becker's Farm : Carl
- 2018 : Siberia : Boris Volkov
- 2020 : No Escape de Will Wernick
- 2025 : Mission: Impossible - The Final Reckoning de Christopher McQuarrie : capitaine Koltsov

## Doublage

### Long métrage d'animation
- Mia et le Migou (2008) : Staravitch

### Jeu vidéo
- Medal of honnor: Allied Assault-Spearhead (2003)
- Freedom Fighters (2003)
- Medal of Honor : Les Faucons de guerre (2005) : Cherryenko
- SOCOM: U.S. Navy SEALs - Combined Assault (2006)
- Dark Sector (2008) : soldat/civil
- Endwar (2008)
- Singularity (2010)